# 200年代
| 千纪： | 1千纪                                                                                  |
| 世纪： | 1世纪 \| 2世纪 \| 3世纪                                                                |
| 年代： | 170年代 \| 180年代 \| 190年代 \| 200年代 \| 210年代 \| 220年代 \| 230年代              |
| 年份： | 200年 \| 201年 \| 202年 \| 203年 \| 204年 \| 205年 \| 206年 \| 207年 \| 208年 \| 209年 |

## 大事记
- 曹操在官渡之战大败袁绍，袁绍死后，曹操夺取冀州、青州、并州、幽州，基本统一北方
- 赤壁之战，孙权、刘备联军抵挡了曹操的南下，三国鼎立局面初步形成

## 出生
- 姜维（202年出生）
- 曹叡（207年出生）
- 刘禅（207年出生）
- 司马师（208年出生）

## 逝世
- 孙策（200年去世）
- 袁绍（202年去世）
- 郭嘉（207年去世）
- 曹冲（208年去世）
- 刘表（208年去世）
- 华佗（208年去世）
- 孔融（208年去世）